# Корпус поліції Словаччини
Корпус поліції (словац. Policajný zbor, PZ), більш відомий як Поліція Словацької Республіки (словац. Polícia Slovenskej republiky) — національна поліція Словаччини. Підпорядковується Міністерству внутрішніх справ Словацької Республіки, входить до Європолу та Інтерполу і вельми активна в них.
Окрім роботи в Словаччині, Поліційний корпус разом із митною адміністрацією Словацької Республіки також активно працює в сусідніх країнах Європи, включаючи Австрію, Угорщину та Польщу.

## Історія
Свою власну поліцію Словаччина створила 1 березня 1991 року під назвою Корпус поліції Словацької Республіки (словац. Policajný zbor Slovenskej republiky) шляхом перейменування словацької частини чехословацької Громадської безпеки (словац. Verejná bezpečnosť).
Після розпаду Чехословаччини наприкінці 1992 року відомство змінило назву на просто Корпус поліції (словац. Policajný zbor), який діє з 1 вересня 1993 року. Однак у його логотипі все ще використовується стара назва.

## Обладнання

### Транспортні засоби

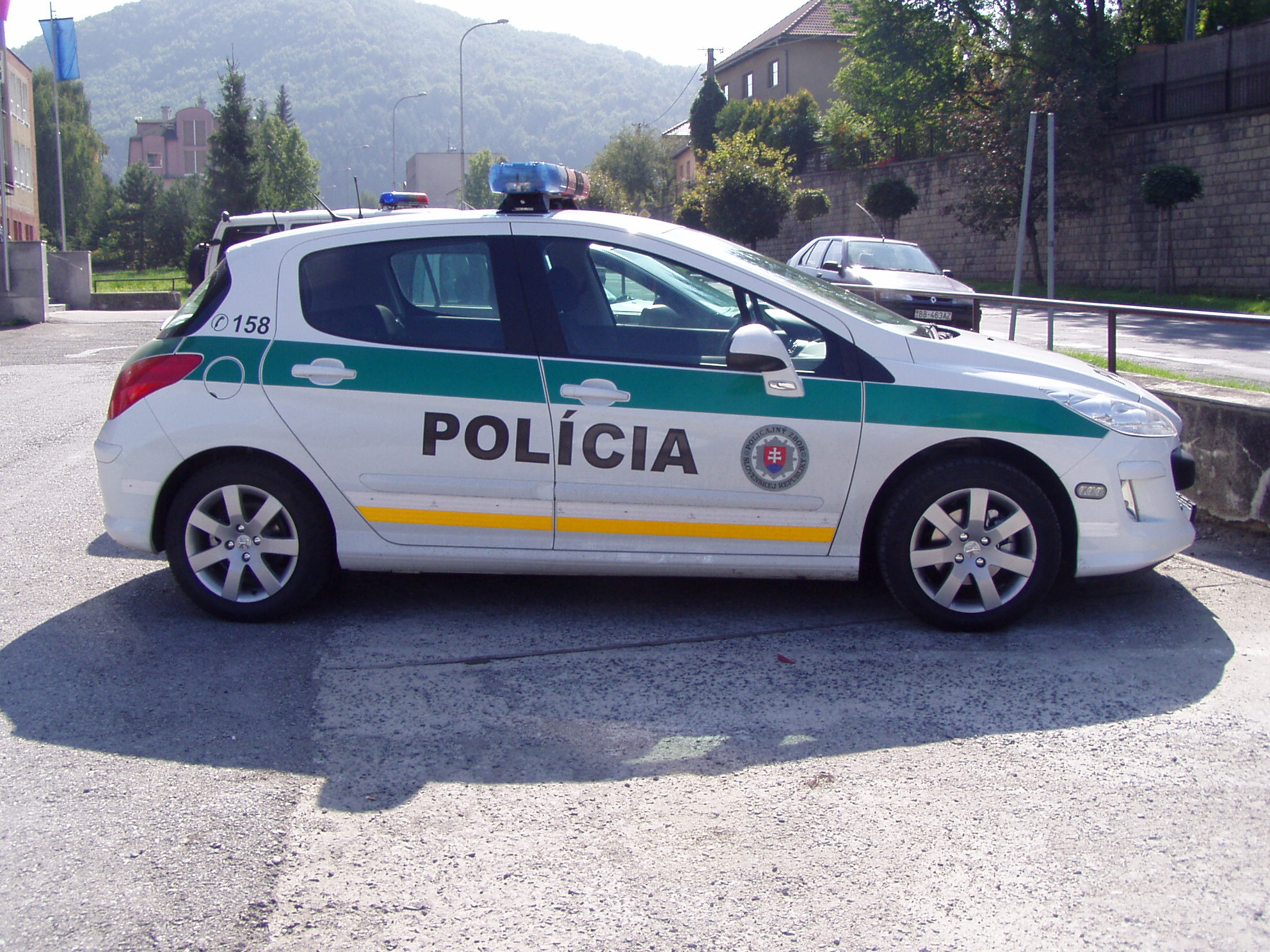
Патрульний автомобіль поліції Peugeot у 2009 році

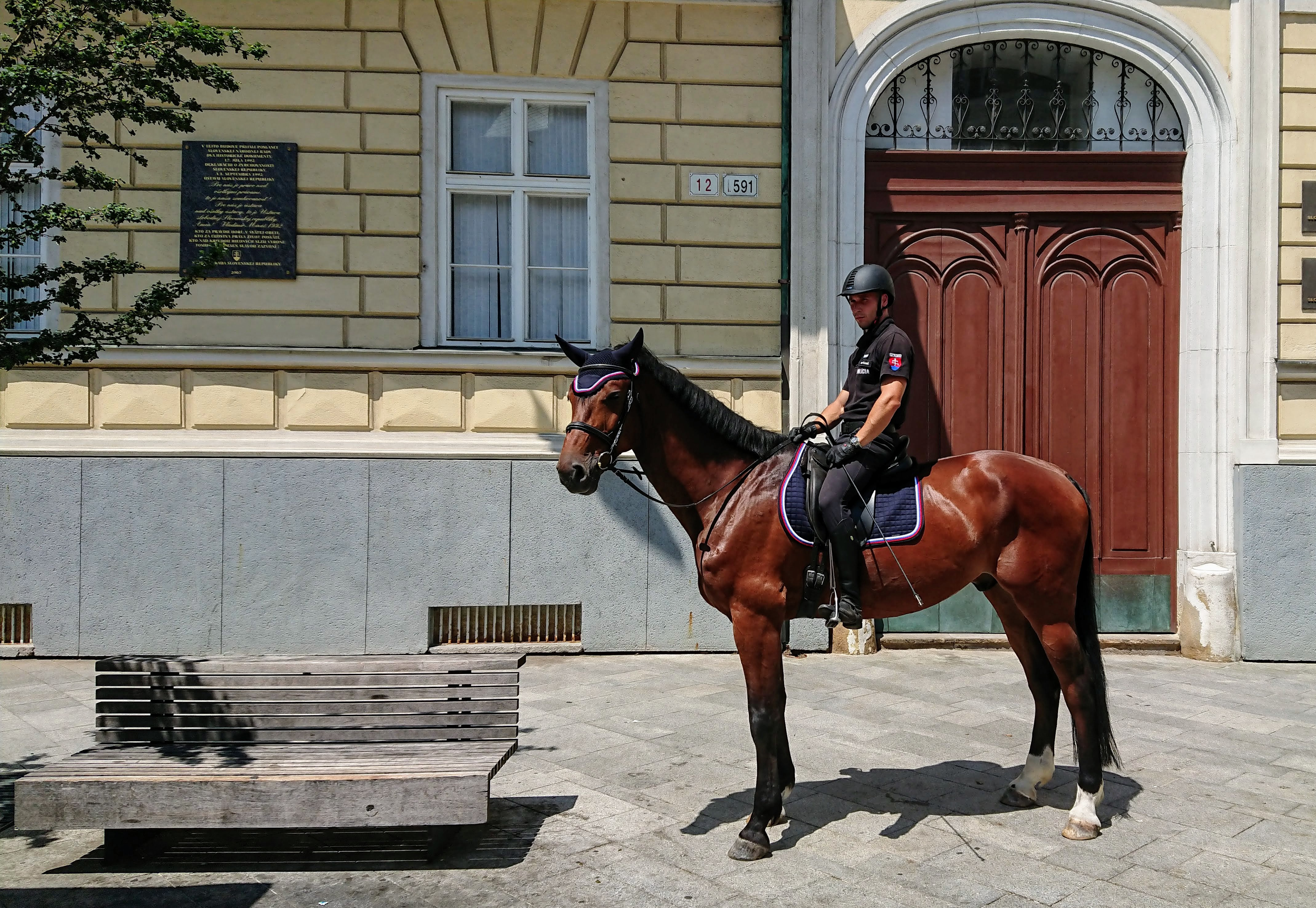
Кінна поліція у Братиславі

Корпус поліції має у своєму розпорядженні такий автопарк:
- Toyota RAV4
- Volkswagen Passat
- Volkswagen Golf
- Volkswagen Touareg
- Kia Sportage
- Kia Ceed
- Nissan X-Trail T31/T32
- SEAT León
- Škoda Fabia
- Lada Vesta
- ГАЗ Тигр

### Зброя
| Модель               | Тип                   | Походження     |
| -------------------- | --------------------- | -------------- |
| Glock 17             | самозарядний пістолет | Австрія        |
| CZ 75                | самозарядний пістолет | Чехословаччина |
| Benelli M3           | рушниця               | Італія         |
| Heckler & Koch MP5   | пістолет-кулемет      | Німеччина      |
| Brügger & Thomet APC | пістолет-кулемет      | Швейцарія      |
| Vz.58                | штурмова гвинтівка    | Чехословаччина |

### Однострій

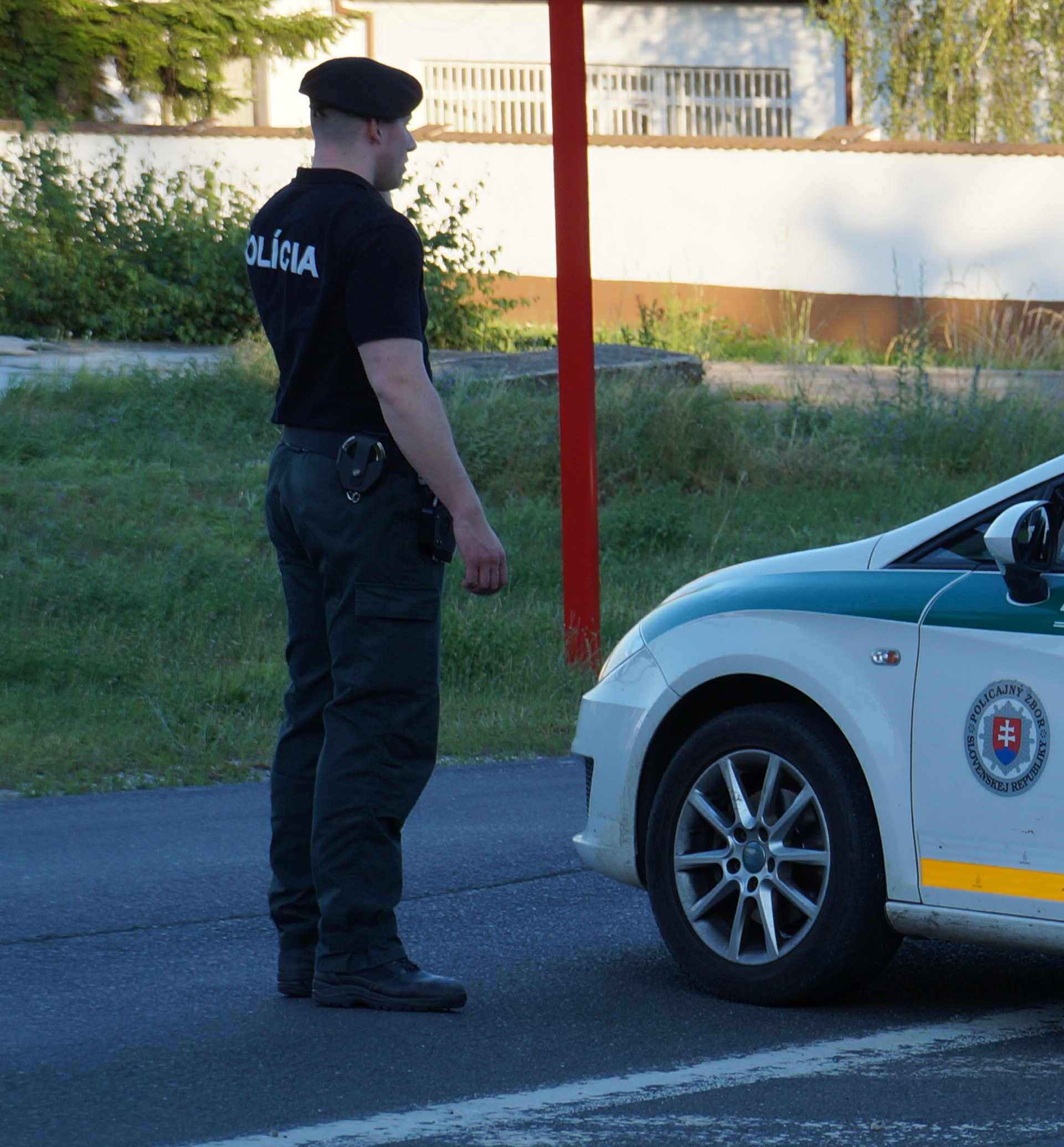
Черговий офіцер

Типовий однострій словацької поліції складається з чорного або темно-зеленого берета, далі йдуть жилет, сорочка чи піджак із написом Polícia, сюди також належать тактичний пояс і чорні брюки і нарешті чорні берці або черевики залежно від місцевості чи звання.
Погода теж відіграє визначальну роль: офіцери зазвичай вибирають короткі рукави влітку і навесні та довгі рукави або куртки взимку. Однострій, як правило, в стилі унісекс і не відрізняється у чоловіків та жінок.

## Устрій
Організаційна структура поліції досить складна, тому зазвичай вирізняють два її види: вертикальну та горизонтальну.

### Вертикальна організаційна структура
Вертикально поліція поділяється на такі структурні підрозділи:
- Президія поліції (словац. Prezídium Policajného zboru)
- Крайове управління поліції (словац. Krajské riaditeľstvo Policajného zboru)
- Окружне управління поліції (словац. Okresné riaditeľstvo Policajného zboru)

### Горизонтальна організаційна структура
Поліція поділяється на такі горизонтальні структурні підрозділи:
- кримінальна поліція (боротьба зі злочинністю)
- фінансова поліція
- поліція порядку (правопорядок, моторизовані загони швидкого реагування, частини особливого призначення)
- транспортна поліція (дорожня поліція, автоінспекції)
- залізнична поліція (відділи та підрозділи залізничної поліції)
- охорона об'єктів
- прикордонна поліція та поліція у справах іноземців (Управління прикордонної поліції та поліції у справах іноземців)
- поліція спеціального призначення (підрозділ особливого призначення)
- захист визначених осіб (відділ служб охорони Управління спеціальних служб та операцій + Управління охорони значущих держслужбовців і дипломатичних представництв МВС)
- інспекційна (огляд і контроль, Управління інспекційної служби МВС)